# Marx (stad)
Marx (Russisch: Маркс) is een stad gelegen in de oblast Saratov in Rusland en had, volgens de laatste volkstelling in 2002, 32.849 inwoners. De stad ligt aan de rivier de Wolga.
De stad werd in 1767 als Wolga-Duitse kolonie gesticht door de Nederlandse baron Ferdinand Baron Caneau de Beauregard en kreeg zodoende de naam Baronsk (Баронск). Deze naam veranderde al snel in Jekaterinenstadt (Екатериненштадт), naar tsarina Catharina de Grote. In 1920 werd de naam veranderd in Marxstadt (Марксштадт), naar Karl Marx. Nadat de hier woonachtige Wolga-Duitsers in 1941 werden gedeporteerd werd de naam verkort tot Marx. 
Ten zuiden van Marx ligt de naar Friedrich Engels vernoemde stad Engels.
Bestuurlijk centrum: Saratov

Arkadak · Atkarsk · Balakovo · Balasjov · Chvalynsk · Engels · Jersjov · Kalininsk · Krasnoarmejsk · Krasny Koet · Marx · Novo-oezensk · Petrovsk · Poegatsjov · Rtisjtsjevo · Sjichany · Volsk